# Puchar Ministra Obrony Narodowej
Puchar Ministra Obrony Narodowej – polski jednodniowy wyścig kolarski rozgrywany na terenie województwa mazowieckiego.
Wyścig był zaliczany do polskiego cyklu wyścigowego ProLiga, zaś od 2003 wpisany jest do kalendarza UCI i zaliczany jest do kontynentalnego cyklu wyścigowego UCI Europe Tour. Posiada kategorię UCI 1.2.
W wyścigu startują polskie grupy kolarskie, grupy zagraniczne z dywizji UCI Continental Teams, reprezentacje narodowe oraz Reprezentacja Wojska Polskiego.
Organizatorem wyścigu jest stowarzyszenie Mazovia Team.

## Lista zwycięzców
Opracowano na podstawie:
| Rok                      | Pierwsze               | Drugie                 | Trzecie                |
| ------------------------ | ---------------------- | ---------------------- | ---------------------- |
| 1958                     | Adam Wiśniewski        | Marian Więckowski      | Mieczysław Wilczewski  |
| 1959                     | Janusz Paradowski      | Mieczysław Wilczewski  | Jerzy Jankowski        |
| 1960                     | Jan Chtiej             | Mieczysław Wilczewski  | Stanisław Królak       |
| 1961                     | Franciszek Kosela      | Jan Kudra              | Bogusław Fornalczyk    |
| 1962                     | Tadeusz Zadrożny       | Józef Gawliczek        | Stanisław Królak       |
| 1963                     | Zygfryd Widera         | Bogdan Błaszczyk       | Ginter Chmura          |
| 1964                     | Ryszard Szałapski      | Józef Staroń           | Jerzy Linde            |
| 1965                     | Tadeusz Zadrożny       | Jan Ścibiorek          | Stanisław Pawłowski    |
| 1966                     | Zygmunt Hanusik        | Wojciech Goszczyński   | Ryszard Szałapski      |
| 1967                     | Daniel Gráč            | Marian Forma           | Jan Magiera            |
| 1968                     | Stanisław Demel        | Jan Magiera            | Józef Beker            |
| 1969                     | Tadeusz Szpak          | Lech Kluj              | Tadeusz Prasek         |
| 1970                     | Zygmunt Hanusik        | Pranas Knieža          | Wiesław Jezierski      |
| 1971                     | Zenon Czechowski       | Stanisław Szozda       | Zbigniew Bielski       |
| 1972                     | Stanisław Szozda       | Jan Smyrak             | Stanisław Labocha      |
| 1973                     | Michal Klasa           | Dieter Gonschorek      | Ryszard Szurkowski     |
| 1974                     | Vītauts Gaļinauskas    | Stanisław Boniecki     | Milan Puzrla           |
| 1975                     | Aleksandr Awierin      | Miroslav Sýkora        | Stefan Piasecki        |
| 1976                     | Tadeusz Mytnik         | Petr Pavlíček          | Tadeusz Zawada         |
| 1977                     | Ryszard Szurkowski     | Czesław Lang           | Janusz Kowalski        |
| 1978                     | Lechosław Michalak     | Rudolf Hejhal          | Krzysztof Sujka        |
| 1979                     | Lechosław Michalak     | Czesław Lang           | Ryszard Szurkowski     |
| 1980                     | Ryszard Szurkowski     | Zbigniew Szczepkowski  | Krzysztof Sujka        |
| 1981                     | Adam Zagajewski        | Czesław Lang           | Ryszard Szurkowski     |
| 1982                     | Zbigniew Szczepkowski  | Adam Zagajewski        | Ramazan Galaletdinow   |
| 1983                     | Zbigniew Szczepkowski  | Ryszard Szurkowski     | Adam Zagajewski        |
| 1984                     | Lechosław Michalak     | Dżamolidin Abdużaparow | Hardy Gröger           |
| 1985                     | Władimir Pulnikow      | Vladimir Muravskis     | Dżamolidin Abdużaparow |
| 1986                     | Uldis Ansons           | Zbigniew Szczepkowski  | Dżamolidin Abdużaparow |
| 1987                     | Uldis Ansons           | Lechosław Michalak     | Andrei Tchmil          |
| 1988                     | Uldis Ansons           | Jarosław Chojnacki     | Roberts Vinovskis      |
| 1989                     | Jarosław Chojnacki     | Sławomir Krawczyk      | Adam Wolański          |
| 1990                     | Sławomir Krawczyk      | Jarosław Chojnacki     | Radosław Romanik       |
| 1991                     | Zbigniew Ludwiniak     | Jarosław Wsół          | Ľudovít Nazarej        |
| 1992-1994 nie rozgrywano |                        |                        |                        |
| 1995                     | Przemysław Mikołajczyk | Jarosław Chojnacki     | Artur Krzeszowiec      |
| 1996                     | Mariusz Bilewski       | Sławomir Chrzanowski   | Ołeh Ruban             |
| 1997                     | Grzegorz Wajs          | Paweł Niedźwiecki      | Krystian Zajdel        |
| 1998                     | Przemysław Mikołajczyk | Zbigniew Piątek        | Radosław Romanik       |
| 1999                     | Grzegorz Rosoliński    | Radosław Romanik       | Marek Kamiński         |
| 2000                     | Hubert Nowak           | Marcin Lewandowski     | Arkadiusz Korycki      |
| 2001                     | Kazimierz Stafiej      | Krzysztof Spławski     | Krzysztof Jeżowski     |
| 2002                     | Raimondas Vilčinskas   | Wojciech Pawlak        | Bartłomiej Ksobiak     |
| 2003                     | Kazimierz Stafiej      | Wojciech Pawlak        | Ján Valach             |
| 2004                     | Adam Wadecki           | Grzegorz Żołędziowski  | Marcin Lewandowski     |
| 2005                     | Grzegorz Żołędziowski  | Fabio Masotti          | Robert Radosz          |
| 2006                     | Marcin Gębka           | Krzysztof Jeżowski     | Dariusz Rudnicki       |
| 2007                     | Tarmo Raudsepp         | Kazimierz Stafiej      | Aleksejs Saramotins    |
| 2008                     | Bartłomiej Matysiak    | Radosław Romanik       | Tomasz Lisowicz        |
| 2009                     | Tomasz Kiendyś         | Kanstancin Klimiankou  | Mateusz Taciak         |
| 2010                     | Bartłomiej Matysiak    | Mateusz Taciak         | Adrian Honkisz         |
| 2011                     | Tomasz Kiendyś         | Radosław Romanik       | Matej Jurčo            |
| 2012                     | Damian Walczak         | Anatolij Pachtusow     | Tomasz Smoleń          |
| 2013                     | Bartłomiej Matysiak    | Mateusz Komar          | Łukasz Bodnar          |
| 2014                     | Konrad Dąbkowski       | Grzegorz Stępniak      | Erik Baška             |
| 2015                     | Erik Baška             | Grzegorz Stępniak      | Konrad Dąbkowski       |
| 2016                     | Alois Kaňkovský        | Eryk Latoń             | Bartłomiej Matysiak    |
| 2017                     | Alois Kaňkovský        | Eryk Latoń             | Sylwester Janiszewski  |
| 2018 nie rozgrywano      |                        |                        |                        |
| 2019                     | Norman Vahtra          | Siim Kiskonen          | Norbert Banaszek       |
| 2020                     | Felix Groß             | Markus Pajur           | Stanisław Aniołkowski  |
| 2021                     | Louis Bendixen         | Tord Gudmestad         | Patryk Stosz           |
| 2022                     | Jesper Rasch           | Bartłomiej Proć        | Dennis van der Horst   |
| 2023                     | Bartosz Rudyk          | Eduard-Michael Grosu   | Dennis van der Horst   |
| 2024                     | Konrad Czabok          | Alexander Arnt Hansen  | Rick Ottema            |